# لباس تقليدي إماراتي
تتشابه الملابس في دولة الإمارات العربية المتحدة مع  سمات البلدان العربية ولها جانب من الحياة البدوية في شبه الجزيرة العربية. تم تصميم الملابس التقليدية لتوفير الراحة في مناخ الامارات الذي يشابه مناخ دول الخليج العربي  في درجات الحرارة المرتفعة ولمواكبة المعتقدات الدينية الإسلامية في البلاد. يرتدي الإماراتيون الحجاب والجلباب بأكمام طويلة خاصة في فصل الصيف. يفضل ارتداء الملابس التي تغطي أجزاء أكثر من الجسم من أشعة الشمس.   من الاحذية الشائعة في الامارات هي الصندل او السندل و  يلبسها  النساء والرجال الإماراتيين مع عناصر مثل تصميمات مفتوحة عند الأصابع بدون ظهر أو حزام خلف الكعب. 

## التوعية والتثقيف
أطلقت امرأتان إماراتيتان هما حنان الريس وأسماء المهيري حملة على وسائل التواصل الاجتماعي عام 2012 للتعريف وتثقيف السائحين والمقيمين حول ارتداء الملابس المناسبة واحترام ثقافة الدولة ومشاعرها. 

## الوصف
يتمثّل زي الرجال بثوب مصنوع من القطن الأبيض يُعرف باسم الدشداشة أو الكندورة، وهو ثوب فضفاض وطويل يصل إلى الكاحل، ذلك بالإضافة إلى الغترة، وهي عبارة عن شال أبيض يغطي الرأس، وأيضاً العقال الذي يُستخدم لتثبيت الغترة. أما فيما يخص ملابس الامارات للبنات التقليدية، فيطلق عليها اسم العباءة أو الجلابية، وهي عبارة عن رداء طويل أسود اللون، بالإضافة إلى شال أسود لتغطية الرأس.

## أنواعها
تتعدد الملابس في الإمارات مابين ملابس الرجال وملابس النساء وملابس الأطفال 

### ملابس الرجال
- الكندورة “الدشداشة”
- الفروخة
- غطء الرأس
- العقال
- البشت
- الوزار
- المقصر

### ملابس النساء
- الشيلة
- الكندورة او الجلابية
- الثوب
- العباءة
- السروال
- البرقع

## معرض الصور

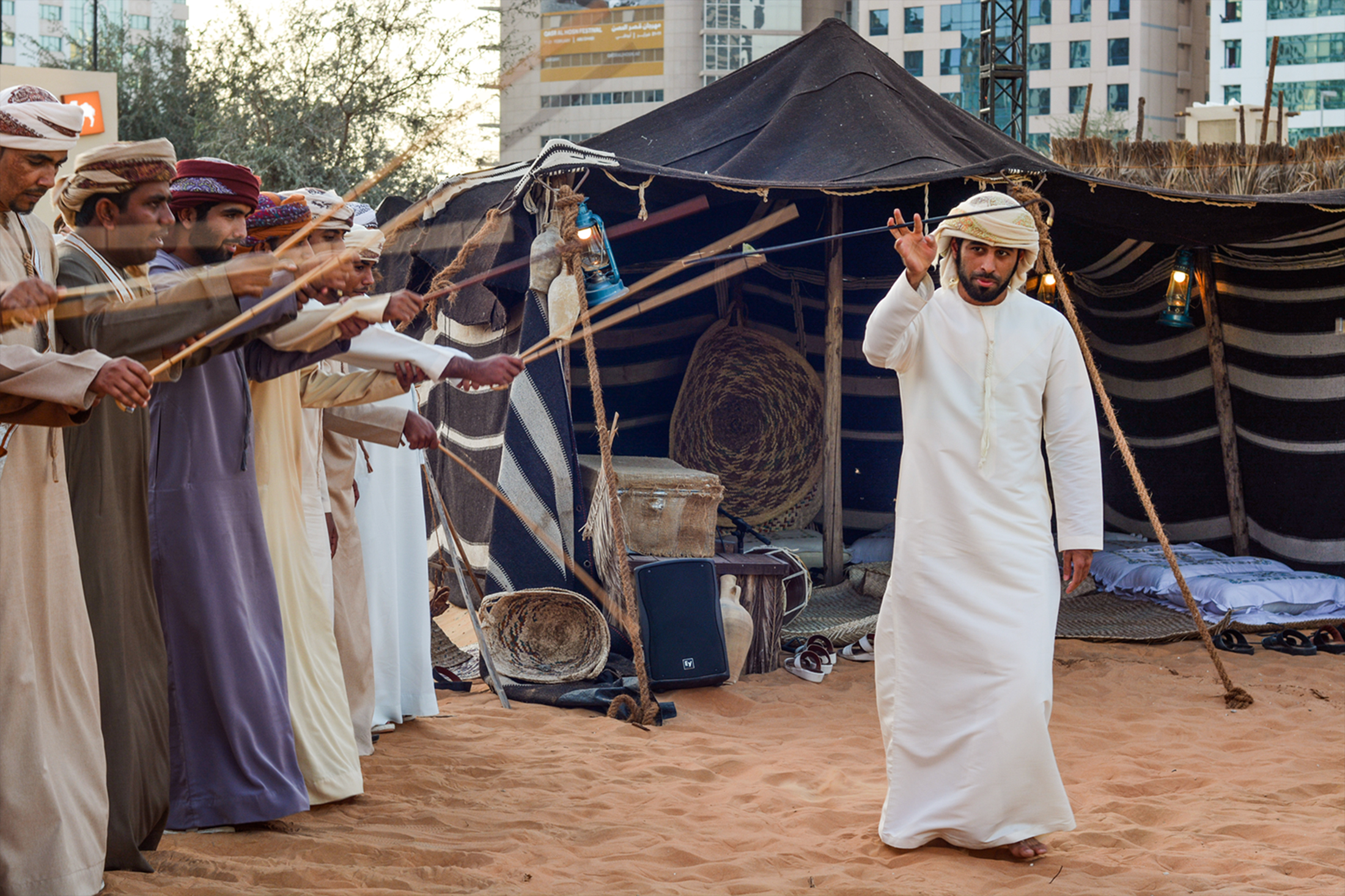
الكندورة الإماراتية بأنماط مختلفة في الشتاء
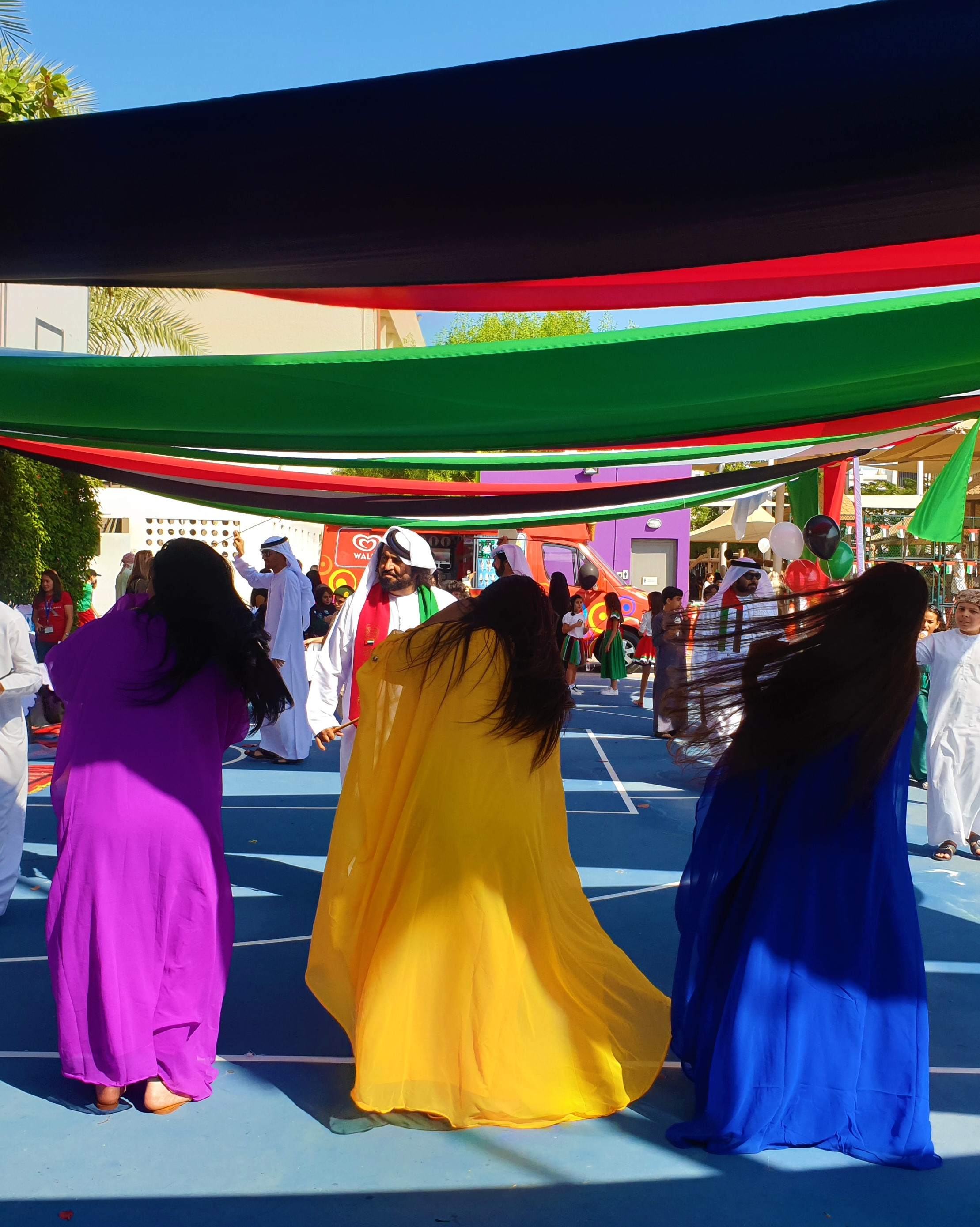
فساتين إماراتية تقليدية
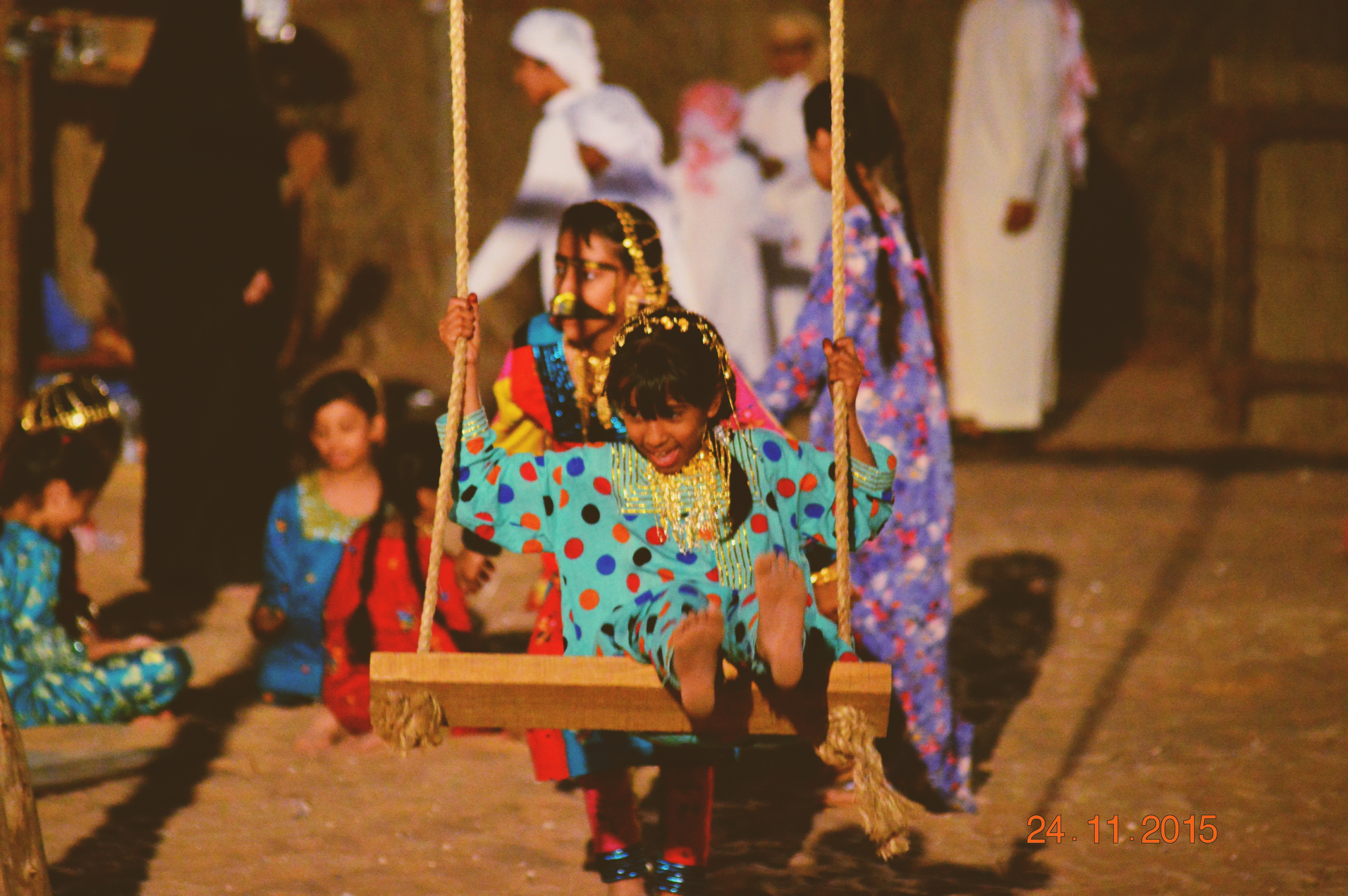
أطفال إماراتيون يلعبون وهم يرتدون الفساتين التقليدية
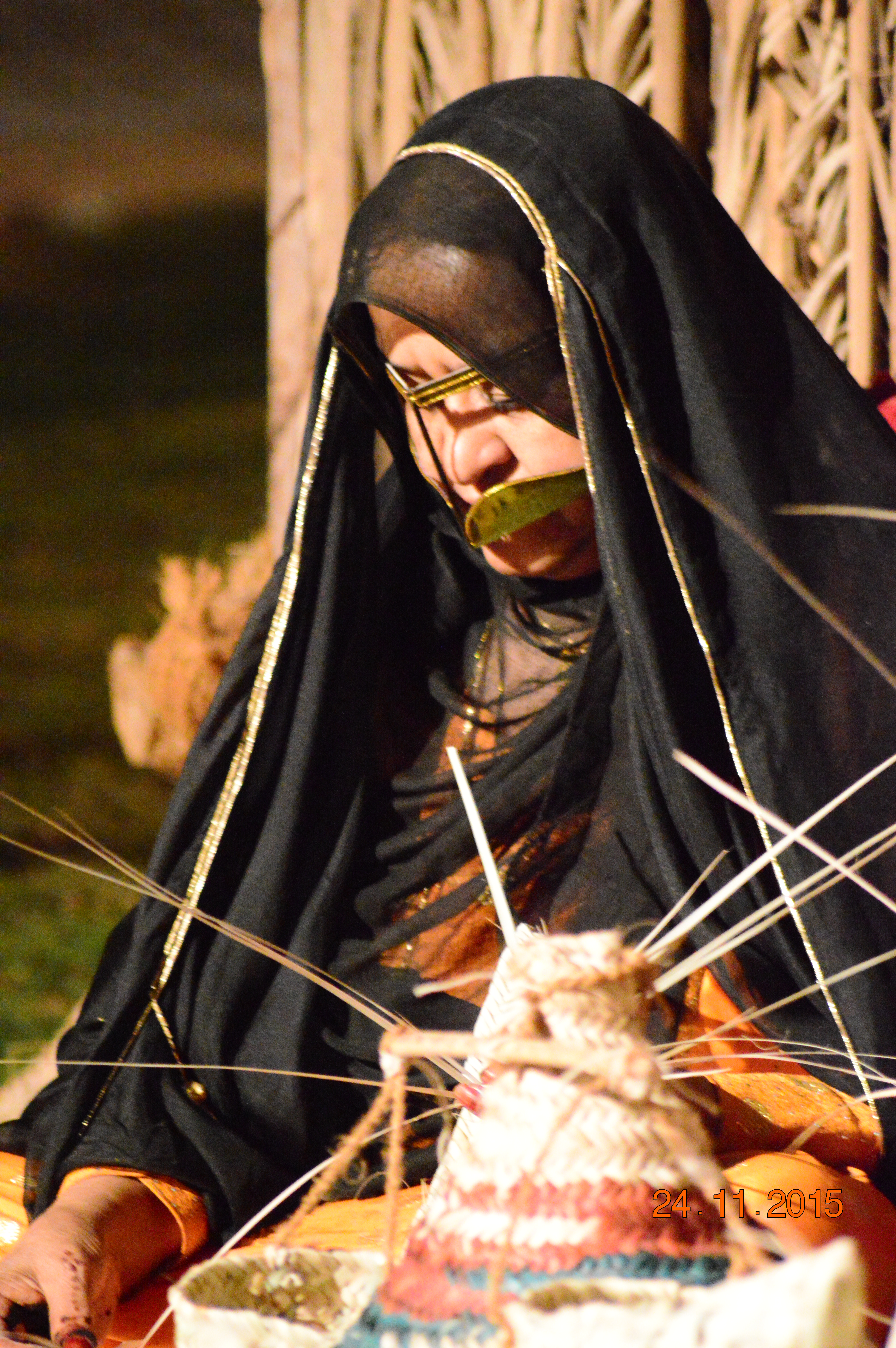
أنثى مسنة ترتدي البطولة

## أنظر أيضا
- ثقافة دولة الإمارات العربية المتحدة
- الزي الوطني
- سوق الغزل في دبي

## قرائات
- بينيش ، جي سي (2008). صدمة ثقافية! الإمارات العربية المتحدة: دليل البقاء على العادات والآداب . سنغافورة: Marshall Cavendish International (Asia) Ptd Ltd.